# 5-MeO-NBpBrT
5-MeO-NBpBrT (5-Metoksi-N-(4-bromobenzil)triptamin) je lek koji deluje kao antagonist za  receptor, koji je sto puta selektivniji za taj receptor u odnosu na blisko srodni  receptor.